# Rhizostoma
Rhizostoma è un genere di scifomeduse della famiglia Rhizostomatidae.

## Specie
- Rhizostoma luteum Quoy & Gaimard, 1827
- Rhizostoma octopus Mayer, 1910
- Rhizostoma pulmo Macri, 1778

Presenti principalmente nel
Mar Mediterraneo e nel Mar
Nero.
Esse, a dispetto delle loro dimensioni (per le quali rappresentano il genere di meduse più grande del Mediterraneo), non risultano particolarmente velenose, seppur posseggano tentacoli con cnidociti urticanti.